# جو بيكر (كاتبة)
جو بيكر (بالإنجليزية: Jo Baker)‏ هي كاتِبة بريطانية، ولدت في 1973 في لانكشر في المملكة المتحدة.

## وصلات خارجية
- الموقع الرسمي